# Turci
Turci (na turskome Türkler) su brojan narod kojeg čini oko 80 milijuna pripadnika. Oko 85 % Turaka živi u matičnoj domovini Turskoj, ostali su raspoređeni po susjednim zemljama, a oko 6 milijuna ih je naseljeno u Zapadnoj Europi (najviše u Njemačkoj) 3,5 milijuna.

## Vanjske poveznice
- Kolo  Arhivirana inačica izvorne stranice od 19. prosinca 2008. (Wayback Machine) Turski kulturoskop